# مينوسينسك
مينوسينسك (بالروسية: Минусинск) هي إحدى مدن روسيا في الكيان الفدرالي الروسي كراسنويارسك كراي.
يبلغ عدد سكانها 71,170 نسمة (حسب إحصاء عام 2010).

## المناخ
يظهر الجدول التالي التغييرات المناخية على مدار السنة لمينوسينسك:
| البيانات المناخية لـمينوسينسك      | البيانات المناخية لـمينوسينسك | البيانات المناخية لـمينوسينسك | البيانات المناخية لـمينوسينسك | البيانات المناخية لـمينوسينسك | البيانات المناخية لـمينوسينسك | البيانات المناخية لـمينوسينسك | البيانات المناخية لـمينوسينسك | البيانات المناخية لـمينوسينسك | البيانات المناخية لـمينوسينسك | البيانات المناخية لـمينوسينسك | البيانات المناخية لـمينوسينسك | البيانات المناخية لـمينوسينسك | البيانات المناخية لـمينوسينسك |
| الشهر                              | يناير                         | فبراير                        | مارس                          | أبريل                         | مايو                          | يونيو                         | يوليو                         | أغسطس                         | سبتمبر                        | أكتوبر                        | نوفمبر                        | ديسمبر                        | المعدل السنوي                 |
| ---------------------------------- | ----------------------------- | ----------------------------- | ----------------------------- | ----------------------------- | ----------------------------- | ----------------------------- | ----------------------------- | ----------------------------- | ----------------------------- | ----------------------------- | ----------------------------- | ----------------------------- | ----------------------------- |
| الدرجة القصوى °م (°ف)              | 6.7 (44.1)                    | 9.6 (49.3)                    | 24.2 (75.6)                   | 33.0 (91.4)                   | 37.7 (99.9)                   | 38.2 (100.8)                  | 39.3 (102.7)                  | 37.7 (99.9)                   | 32.6 (90.7)                   | 25.8 (78.4)                   | 16.1 (61.0)                   | 6.7 (44.1)                    | 39.3 (102.7)                  |
| متوسط درجة الحرارة الكبرى °م (°ف)  | −12.9 (8.8)                   | −9.4 (15.1)                   | −0.5 (31.1)                   | 10.5 (50.9)                   | 18.8 (65.8)                   | 24.7 (76.5)                   | 26.8 (80.2)                   | 24.0 (75.2)                   | 17.2 (63.0)                   | 8.4 (47.1)                    | −3.0 (26.6)                   | −10.8 (12.6)                  | 7.8 (46.1)                    |
| المتوسط اليومي °م (°ف)             | −19.5 (−3.1)                  | −17.7 (0.1)                   | −8.0 (17.6)                   | 3.3 (37.9)                    | 11.1 (52.0)                   | 17.5 (63.5)                   | 20.1 (68.2)                   | 17.0 (62.6)                   | 10.0 (50.0)                   | 2.0 (35.6)                    | −8.4 (16.9)                   | −16.7 (1.9)                   | 0.9 (33.6)                    |
| متوسط درجة الحرارة الصغرى °م (°ف)  | −25.3 (−13.5)                 | −24.4 (−11.9)                 | −14.6 (5.7)                   | −3.2 (26.2)                   | 3.5 (38.3)                    | 10.1 (50.2)                   | 13.2 (55.8)                   | 10.3 (50.5)                   | 3.8 (38.8)                    | −3.1 (26.4)                   | −13.3 (8.1)                   | −22.2 (−8.0)                  | −5.4 (22.2)                   |
| أدنى درجة حرارة °م (°ف)            | −52.2 (−62.0)                 | −50.3 (−58.5)                 | −46.7 (−52.1)                 | −32.3 (−26.1)                 | −10.9 (12.4)                  | −3.5 (25.7)                   | 2.7 (36.9)                    | −2.8 (27.0)                   | −11.5 (11.3)                  | −24.0 (−11.2)                 | −42.9 (−45.2)                 | −49.4 (−56.9)                 | −52.2 (−62.0)                 |
| الهطول مم (إنش)                    | 8.6 (0.34)                    | 6.9 (0.27)                    | 7.1 (0.28)                    | 15.3 (0.60)                   | 33.7 (1.33)                   | 56.4 (2.22)                   | 66.0 (2.60)                   | 62.5 (2.46)                   | 43.8 (1.72)                   | 23.4 (0.92)                   | 14.2 (0.56)                   | 11.5 (0.45)                   | 349.4 (13.75)                 |
| متوسط أيام هطول الأمطار (≥ 0.1 mm) | 11.7                          | 7.6                           | 7.4                           | 11.0                          | 10.0                          | 10.7                          | 12.7                          | 12.1                          | 10.0                          | 12.7                          | 11.3                          | 14.8                          | 132                           |
| متوسط الرطوبة النسبية (%)          | 79.5                          | 74.9                          | 70.5                          | 60.6                          | 56.5                          | 64.4                          | 71.2                          | 71.9                          | 69.1                          | 75.6                          | 73.4                          | 76.9                          | 70.4                          |
| ساعات سطوع الشمس الشهرية           | 74.4                          | 96.7                          | 189.1                         | 216.0                         | 254.2                         | 276.0                         | 272.8                         | 232.5                         | 165.0                         | 105.4                         | 84.0                          | 49.6                          | 2٬015٫7                       |
| المصدر: climatebase.ru (1927-2008) |                               |                               |                               |                               |                               |                               |                               |                               |                               |                               |                               |                               |                               |

## توأمة
لمينوسينسك اتفاقيات توأمة مع:
- نوريلسك

## أعلام
- ميخائيل بيتراشيفسكي